# Castell-llebre
Castell-llebre és un nucli del municipi de Peramola, a l'Alt Urgell. Es troba en un coster a la dreta del Segre per damunt del grau d'Oliana, a prop del pantà d'Oliana, dominant l'entrada del congost del Segre. Actualment té 3 habitants. Hi ha l'antiga església de la Mare de Déu de Castell-llebre a dalt un esperó rocallós. S'hi pot trobar les restes de l'antiga fortalesa de Castell-llebre. A la casa d'Eroles hi va néixer el militar carlí Bartomeu Porredon.